# Tân Phú, Thủ Đức
Tân Phú là một phường thuộc thành phố Thủ Đức, Thành phố Hồ Chí Minh, Việt Nam.

## Địa lý
Phường Tân Phú nằm ở phía đông bắc thành phố Thủ Đức, có vị trí địa lý:
- Phía đông giáp phường Long Thạnh Mỹ
- Phía tây giáp phường Linh Trung
- Phía nam giáp các phường Hiệp Phú, Tăng Nhơn Phú A và Long Thạnh Mỹ
- Phía bắc giáp phường Long Bình và phường Linh Trung.

Phường có diện tích 4,45 km², dân số năm 2021 là 57.626 người,  mật độ dân số đạt 12.949 người/km².

## Lịch sử
Trước đây, Tân Phú là một xã thuộc huyện Thủ Đức cũ, được thành lập vào ngày 14 tháng 2 năm 1987 trên cơ sở một phần diện tích và dân số của xã Tăng Nhơn Phú.
Sau khi thành lập, xã Tân Phú có 785,2 ha diện tích tự nhiên và 9.084 người.
Ngày 6 tháng 1 năm 1997, Chính phủ ban hành Nghị định số 03-CP. Theo đó:
- Điều chỉnh 298 ha diện tích tự nhiên và 3.188 người của xã Tân Phú về phường Linh Trung thuộc quận Thủ Đức mới thành lập
- Chuyển xã Tân Phú về Quận 9 mới thành lập
- Điều chỉnh 43 ha diện tích tự nhiên và 707 người của xã Tân Phú về phường Tăng Nhơn Phú A mới thành lập
- Điều chỉnh 49 ha diện tích tự nhiên và 981 người của xã Tân Phú về phường Hiệp Phú mới thành lập
- Thành lập phường Tân Phú trên cơ sở 392 ha diện tích tự nhiên và 14.106 người còn lại của xã Tân Phú; 90 ha diện tích tự nhiên và 1.115 người của xã Long Thạnh Mỹ.

Sau khi thành lập, phường Tân Phú có 482 ha diện tích tự nhiên và 15.221 người.
Ngày 9 tháng 12 năm 2020, Ủy ban thường vụ Quốc hội ban hành Nghị quyết 1111/NQ-UBTVQH14 về việc thành lập thành phố Thủ Đức trên cơ sở sáp nhập toàn bộ diện tích và dân số của Quận 2, Quận 9 và quận Thủ Đức, phường Tân Phú thuộc thành phố Thủ Đức như hiện nay.